# Sân bay Aioun el Atrouss
Sân bay Aioun el Atrouss (IATA: AEO, ICAO: GQNA) là một sân bay ở Aioun el Atrouss, một thị xã ở phía nam Mauritanie, thủ phủ vùng Hodh El Gharbi. Sân bay có 1 đường băng dài 1599 mét.